# Departamento de Correcciones de Nevada

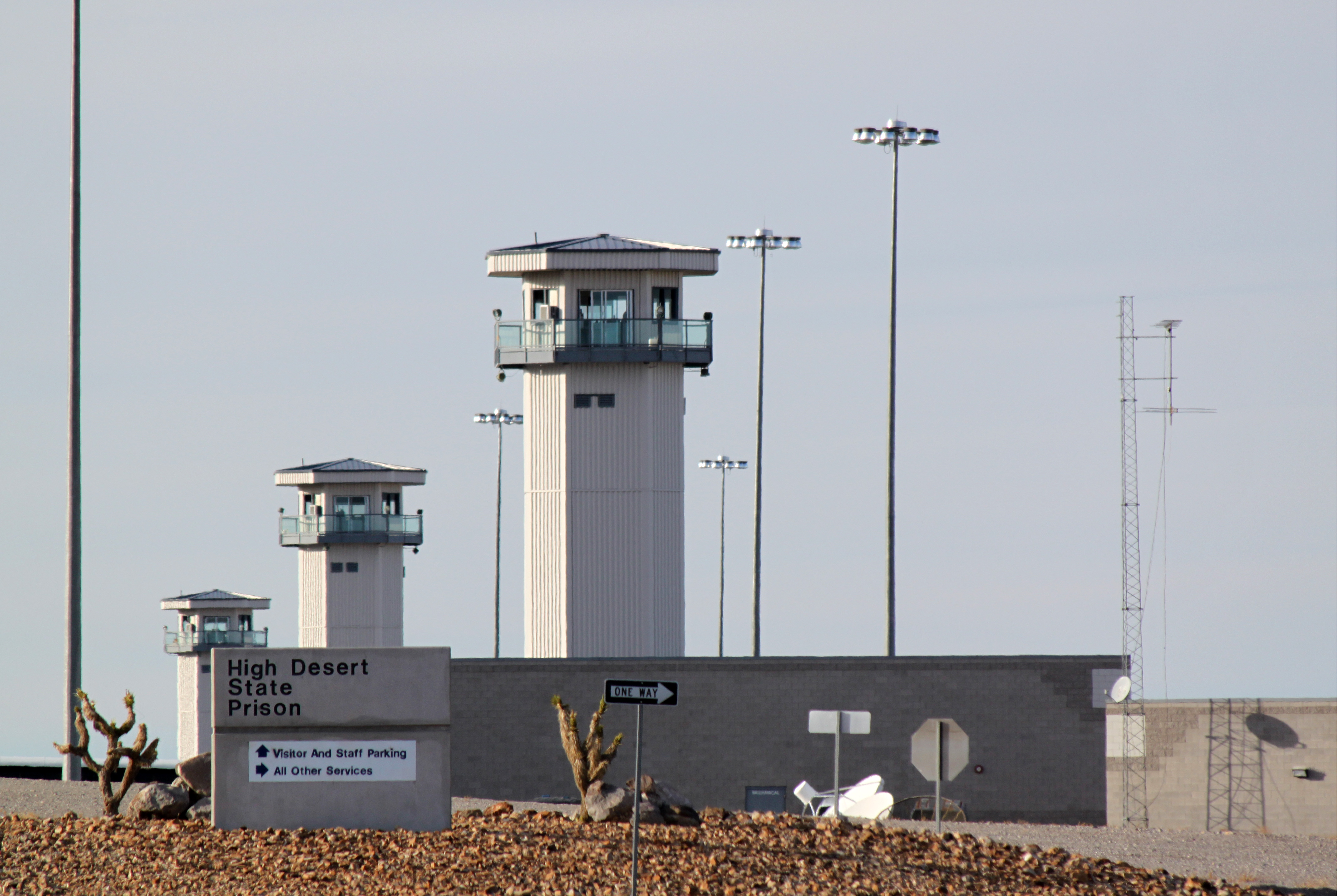
High Desert State Prison

Departamento de Correcciones de Nevada (Nevada Department of Corrections, NDOC) es una agencia estatal del gobierno de Nevada, en los Estados Unidos. Tiene su sede en la antigua Stewart Indian School en Carson City, y gestiona la oficina sureña en Las Vegas. NDOC gestiona prisiones estatales en Nevada.